# ایستگاه لیون-پار-دیو
ایستگاه لیون-پار-دیو (انگلیسی: Gare de Lyon-Part-Dieu) یک ایستگاه قطار در شهر لیون، فرانسه است.
این ایستگاه که در سال ۱۹۸۳ تأسیس شده به خط یورواستار و راه‌آهن پاریس-مارسی متصل است.

## نگارخانه

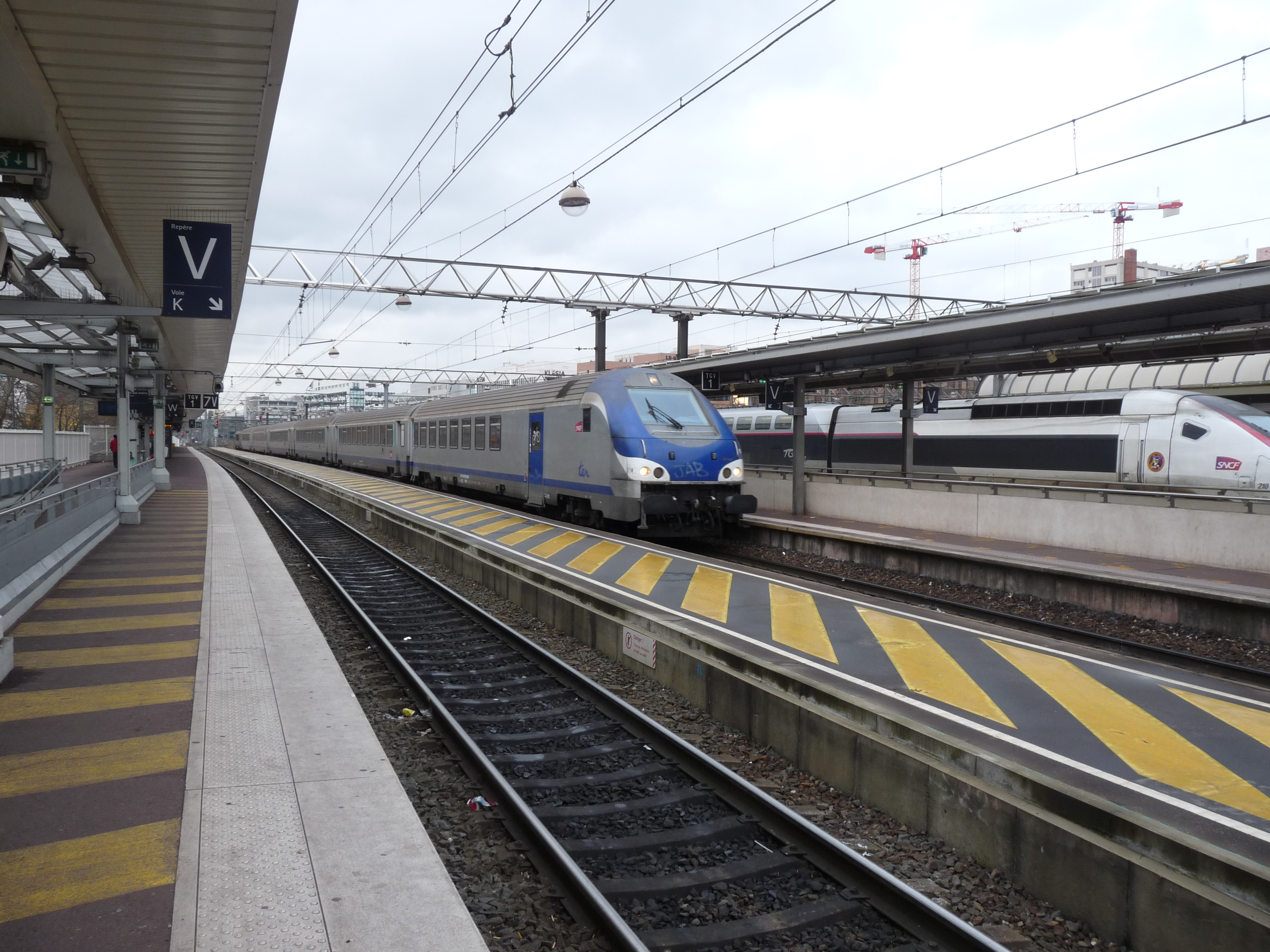
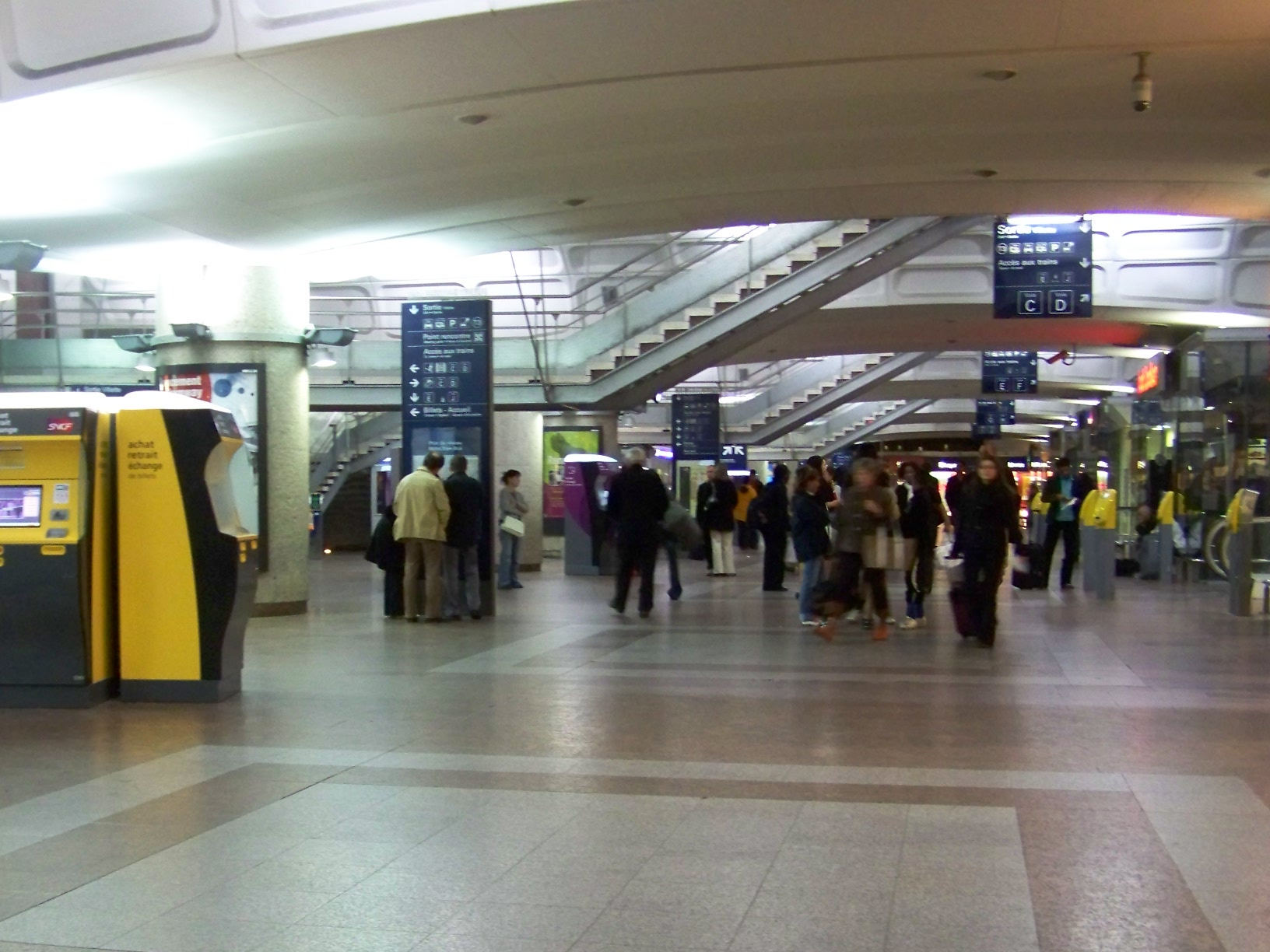
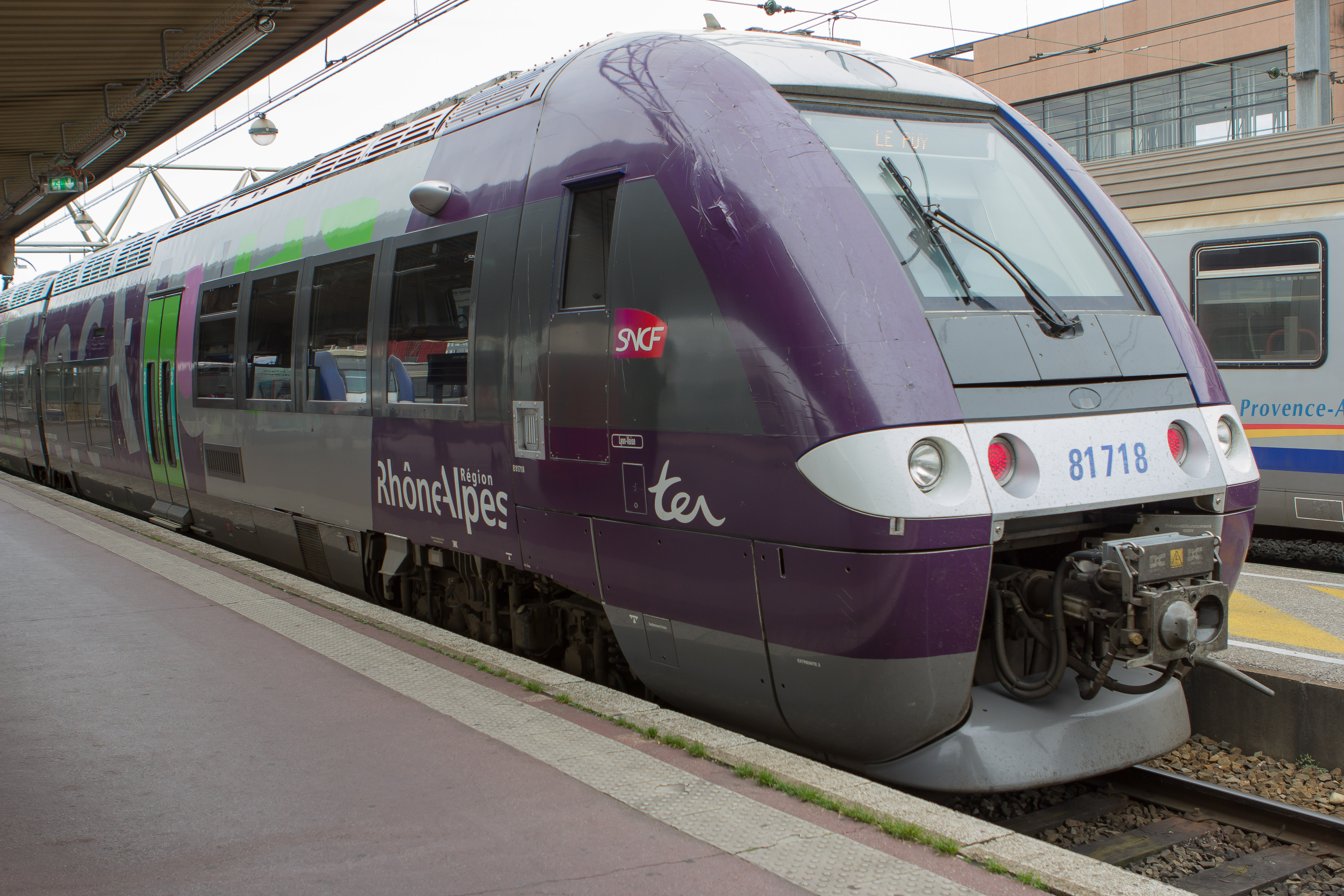
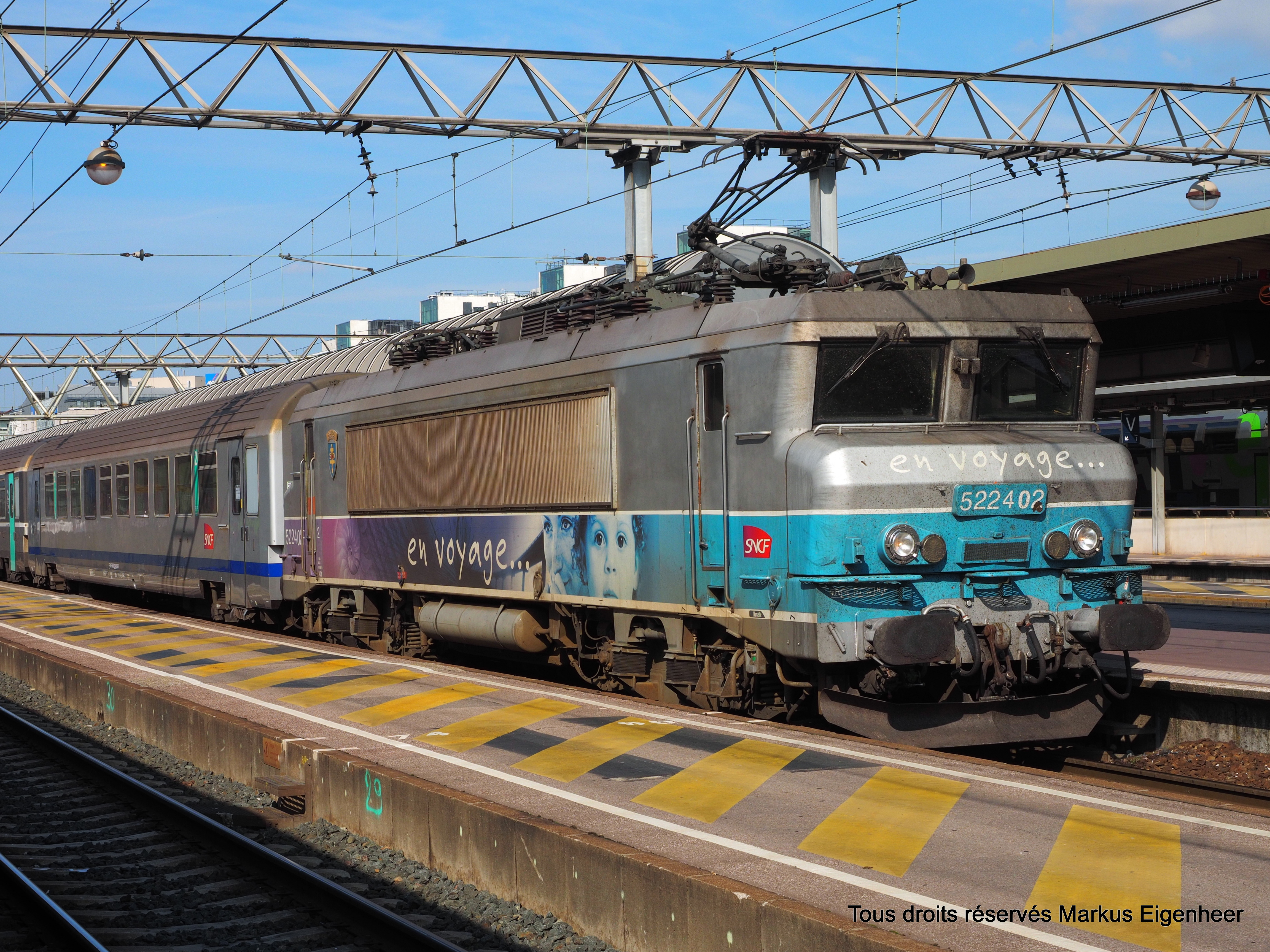